# Janet Jackson (album)
Janet Jackson è l'album di debutto della cantante statunitense Janet Jackson, pubblicato nel 1982 dalla A&M Records.
L'album non ebbe un grande impatto, raggiungendo solo la posizione numero 63 della Billboard 200.

## Descrizione
L'album è il debutto sulla scena musicale dell'artista che, incoraggiata dal padre e manager Joe Jackson, nel 1982 firmò un contratto con la A&M Records. Jackson, allora solo sedicenne, lamentò più volte di non aver avuto alcun controllo sulla composizione e produzione delle canzoni e per questo motivo negli anni a venire considererà come suo vero e proprio debutto il terzo album, Control, realizzato nel 1986.

### Composizione
Il disco ha uno stile dance e bubblegum-disco-soul ispirato a Off The Wall del fratello Michael, del 1979. I brani spaziano dallo stile disco music del pezzo d'apertura Say You Do alle ballate Love and My Best Friend e Forever Yours, al new wave di Come Give Your Love to Me.
La scrittura e la composizione fu in gran parte opera di René Moore, Angela Winbush e Bobby Watson.

### La copertina
Per la realizzazione della copertina, Janet fu fotografata da Harry Langdon II° nella piscina della casa della famiglia Jackson a Hayvenhurst, Encino. Langdon riprodusse la posa di uno scatto del viso dell'attrice Elizabeth Taylor immersa in acqua, perché alla cantante piaceva quella posa, secondo lei drammatica, e avrebbe desiderato un'immagine analoga. Essendo timida era però riluttante a togliersi gli abiti e rimanere con indosso il solo costume da bagno di fronte al fotografo e ai suoi assistenti, cosicché aspettò che tutti si fossero distratti per scivolare nella piscina. Dopo il servizio fotografico, per uscire attese che tutti se ne fossero andati.

## Promozione
Dall'album vennero estratti cinque singoli, ma solo il primo, Young Love, ebbe un discreto successo commerciale, piazzandosi alla posizione numero sei della classifica Rhythm and Blues di Billboard. Avendo ottenuto di recente grande successo l'album Thriller di suo fratello Michael, si pensò di pubblicare gran parte dei singoli nei tempi immediatamente successivi, in modo che questi ultimi ne venissero indirettamente trainati, ma il nome del più famoso fratello finì per oscurare il disco e i singoli di Janet. Per promuovere l'album la cantante si esibì anche in vari programmi musicali di successo dell'epoca, come American Bandstand e Soul Train.

## Accoglienza
| Recensione    | Giudizio |
| ------------- | -------- |
| AllMusic      |          |
| Rolling Stone |          |

L'album fu accolto freddamente dalla critica specializzata. Il critico musicale Stephen Thomas Erlewine di AllMusic disse che «nell'album di debutto omonimo, Janet Jackson dimostra di non avere una propria personalità musicale distintiva. Se i suoi produttori avessero introdotto una serie di canzoni più nitide e con sonorità più interessanti, l'album Janet Jackson sarebbe stato una piacevole serie di solare dance pop». Rolling Stone defini l'album e il suo seguito (Dream Street del 1984), come «insipida musica dance pronta all'uso» e in seguito lo aggiunse alla sua lista dei "20 album di debutto terribili realizzati da grandi artisti" definendo la voce della Jackson nall'album come «persa tra i testi vagamente articolati dell'album».

## Tracce
1. Say You Do – 6:50 (René Moore, Angela Winbush)
2. You'll Never Find (A Love Like Mine) – 4:11 (René Moore, Angela Winbush)
3. Young Love – 4:58 (René Moore, Angela Winbush)
4. Love and My Best Friend – 4:48 (René Moore, Angela Winbush)
5. Don't Mess Up This Good Thing – 3:55 (Dana Meyers, Wardell Potts Jr., Barry Sarna)
6. Forever Yours – 4:57 (Attala Zane Giles, Phillip Ingram)
7. The Magic Is Working – 4:08 (Gene Dozier, Dorie Pride)
8. Come Give Your Love to Me – 5:03 (Glen Barbee, Charmaine Elaine Sylvers)

## Classifiche
| Classifica (1982)       | Posizione massima |
| ----------------------- | ----------------- |
| Billboard (Stati Uniti) | 63                |
| Regno Unito             | 138               |